# Сайко Віктор Антонович
Віктор Антонович Сайко (18 грудня 1905, село Грушівка, тепер Грушівської сільської територіальної громади Криворізького району Дніпропетровської області — 25 серпня 1983, місто Душанбе, тепер Таджикистан) — радянський партійний діяч, 1-й секретар Кулябського обласного комітету КП(б) Таджикистану, секретар ЦК КП(б) Таджикистану, заступник голови Ради міністрів Таджицької РСР. Депутат Верховної ради Таджицької РСР 1—7-го скликань.

## Життєпис
Народився в бідній селянській родині. Трудову діяльність розпочав у 1916 році пастухом, потім був наймитом.
Освіта незакінчена середня. У 1919 році навчався в Херсонському військово-фельдшерському училищі.
З 1919 до 1920 року служив у радянському загоні особливого призначення, учасник громадянської війни.
З 1920 року працював робітником, ремонтником на залізниці. У 1925—1927 роках — відкатник, ремонтник на Покровському руднику Донбасу. Був головою Спілки незаможних селян села Грушівки Криворізької округи.
У 1927—1930 роках — рядовий прикордонного загону ДПУ біля міста Керкі (Туркменської РСР), учасник боїв із загонами басмачів.
Член ВКП(б) з 1929 року.
У січні 1930 — грудні 1933 року — завідувач організаційного відділу Курган-Тюбинського окружного комітету ЛКСМ Таджикистану; завідувач організаційного відділу Аральського районного комітету КП(б) Таджикистану; завідувач організаційного відділу Обі-Гармського районного комітету КП(б) Таджикистану.
У грудні 1933 — 1937 року — 1-й секретар Гармського районного комітету КП(б) Таджикистану.
У 1937—1938 роках — 1-й секретар Кулябського районного комітету КП(б) Таджикистану.
У 1938—1939 роках — 1-й секретар Кулябського окружного комітету КП(б) Таджикистану.
У 1939—1940 роках — 1-й секретар Кулябського обласного комітету КП(б) Таджикистану.
У 1940—1941 роках — слухач Вищої школи партійних організаторів при ЦК ВКП(б) у Москві.
20 березня 1941 — 1943 року — секретар ЦК КП(б) Таджикистану із транспорту.
У 1943—1947 роках — заступник секретаря ЦК КП(б) Таджикистану із промисловості та транспорту — завідувач відділу ЦК КП(б) Таджикистану із промисловості та транспорту.
У 1947—1956 роках — заступник голови Ради міністрів Таджицької РСР.
У 1956—1971 роках — міністр зв'язку Таджицької РСР.
з 1971 року — персональний пенсіонер у місті Душанбе.
Помер 25 серпня 1983 року в Душанбе.

## Нагороди та відзнаки
- два ордени Леніна
- орден Вітчизняної війни І ст.
- три ордени Трудового Червоного Прапора
- три ордени «Знак Пошани»
- чотири медалі
- п'ять Почесних грамот Президії Верховної ради Таджицької РСР